# Joanne Cuddihy
Joanne Cuddihy (née le 11 mai 1984 à Dublin) est une athlète irlandaise spécialiste du 400 mètres. 

## Palmarès

### Championnats d'Europe d'athlétisme
- Championnats d'Europe d'athlétisme 2006 à Göteborg, Suède
  - 8e sur 400 m

### Championnats d'Europe junior d'athlétisme
- Championnats d'Europe junior d'athlétisme 2003 à Tampere, Finlande
  -  Médaille d'argent sur 400 m